# 夜の女たち
『夜の女たち』（よるのおんなたち）は、1948年に製作された日本映画。2022年にはこれを元に同名のミュージカルが作られる。

## あらすじ
敗戦直後の大阪。大和田房子の夫は戦地から帰らず、幼児結核の子どもを抱えて生活は困窮し、朝鮮半島で終戦を迎えた両親や妹は消息不明のままで、
彼女は夫の実家で姑や義弟、義妹の久美子と同居しながら、手元の着物を売り払って何とか暮らしを立てている。
やがて房子は、ラジオで夫の消息を知る元兵士の存在を知り、姑と共に栗山商会という会社を訪ねるが、そこで彼女は夫が戦地の収容所で病死したことを知らされ、わずかな遺品を受け取る。更にその直後、子どもの病状が急変して息を引き取る。
生きる希望を無くし呆然とする房子を助けたのは、栗山商会の社長・栗山である。房子は彼の秘書となりアパートに引っ越して一人暮らしを始めるが、実は栗山のいわば愛人だった。
そんな折、房子は街で内地に引き揚げてきた実妹の夏子と再会する。両親は既に亡くなったことを聞かされ、ダンサーをしている夏子に頼まれてアパートに同居させる。ところが好色家の栗山は夏子にも手を出し、絶望した房子はアパートを飛び出して、古着屋の手引きで街娼になった。
姉が街角に立つと聞いて心配した夏子は様子を見に行き、折しも警察の一斉検挙にぶつかって、街娼と一緒に逮捕されてしまう。性病検査のため病院に送られるが、そこに房子も収容されていた。翌日、夏子が梅毒に感染し、しかも妊娠していて、病気を治して産むと宣言するのを聞いた房子はいたたまれない気持ちになって病院を脱走し、街娼の暮らしに戻る。
一方、釈放されてアパートに戻った夏子は、栗山に妊娠を告げ堕胎を迫られるが、折しも訪れた警察によって栗山が密輸容疑で逮捕されてしまう。一人残された夏子は自棄になって色々な男と関係を持ち、その事情を知った房子は夏子を婦人保護寮に連れていく。急に産気づくが死産だった。
その後、房子は縄張りを荒らして勝手に商売していた街娼がリンチされている現場に遭遇する。それが義妹の久美子で、彼女は家出して男に騙された挙句、街娼になっていた。清純だった彼女の変わりように衝撃を受けた房子は号泣する。久美子も泣いて房子にすがり、房子の「帰ろう」という言葉に頷く。足を洗う二人は仲間からの暴力を受けるが、耐えて二人はその場から逃げた。

## キャスト
- 大和田房子：田中絹代
- 君島夏子：高杉早苗
- 大和田久美子：角田富江
- 栗山謙造：永田光男
- 病院長：村田宏寿
- ポン引きのおばさん：浦辺粂子
- 房子の義母・徳子：大林梅子
- 古着屋の女将：毛利菊江
- 不良学生・川北清：青山宏
- 純血協会の婦人：槇芙佐子
- 婦人ホームの院長：玉島愛造
- 平田修一：田中謙三
- 刑事甲：加藤貫一
- 刑事乙：加藤秀夫
- アパートのおばさん：岡田和子
- 闇の女・安子：西川寿美
- 闇の女・和子：林喜美子
- 闇の女・竹子：滝川美津枝
- 不良少女：忍美代子

## ミュージカル
初の舞台化。KAAT 神奈川芸術劇場プロデュース作品。

2022年9月17日18時開演回はWOWOWオンデマンドでライブ配信も行われ、同年9月20日までアーカイブ視聴も可能だった。

上演台本・演出を担当した長塚圭史にとってミュージカル初挑戦作品である。

### 公演日程
- 2022年9月9日 - 19日、神奈川県 KAAT神奈川芸術劇場 ホール[4]
- 2022年9月23日 - 25日、福岡県 北九州芸術劇場 中劇場
- 2022年9月30日 - 10月2日、愛知県 穂の国とよはし芸術劇場PLAT 主ホール
- 2022年10月6日、山口県 山口市民会館 大ホール
- 2022年10月10日、長野県 まつもと市民芸術館 主ホール
- 2022年10月14日 - 16日、兵庫県 兵庫県立芸術文化センター 阪急中ホール

### キャスト（ミュージカル）
- 大和田房子 - 江口のりこ
- 君島夏子（房子の妹） - 前田敦子
- 大和田久美子（房子の義妹） - 伊原六花
- 川北清（学生） - 前田旺志郎
- 富田きく（古着屋の女主人） 他 - 北村岳子
- 大和田健作（房子の夫） - 福田転球
- 栗山謙三（栗山商会社長） - 大東駿介
- 院長 - 北村有起哉
- 刑事 他 - 石橋徹郎
- 警官 他 - 中山義紘
- 女たち - 入手杏奈、山根海音、篠崎未伶雅、山口ルツコ、小熊綸、加瀬友音

### スタッフ（ミュージカル）
- 上演台本・演出：長塚圭史
- 音楽：荻野清子
- 振付：康本雅子
- ミュージシャン
  - バンドマスター・ベース：岸徹至
  - リード：近藤淳
  - トランペット：奥村晶
  - ギター：阿部寛
  - ドラム＆パーカッション・：BUN Imai